# Espectrorradiómetro de imágenes de media resolución

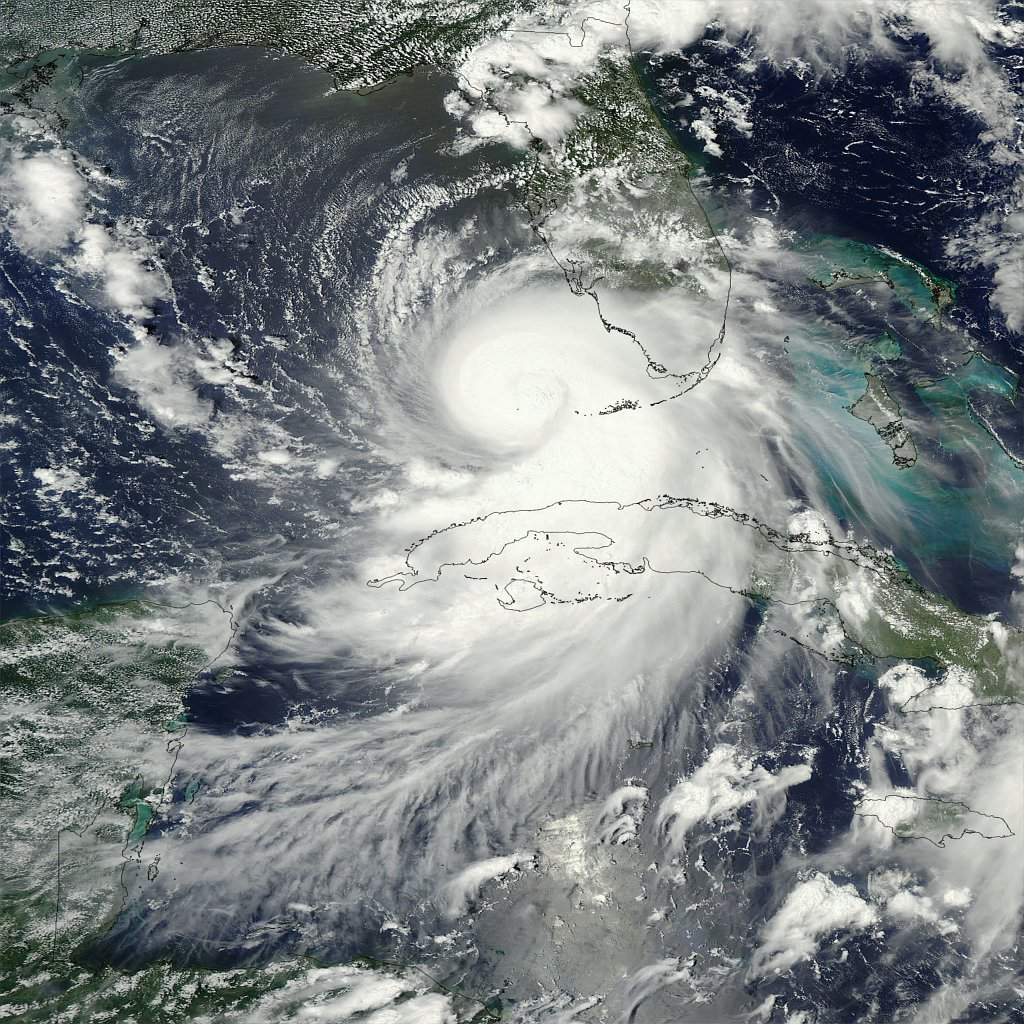
Huracán Katrina en la península de Florida.

Moderate-Resolution Imaging Spectroradiometer (MODIS) es un instrumento científico lanzado en órbita terrestre por la NASA en 1999 a bordo del satélite Terra (EOS AM) y en 2002 a bordo del satélite Aqua.

## Objetivos científicos
El MODIS mide:

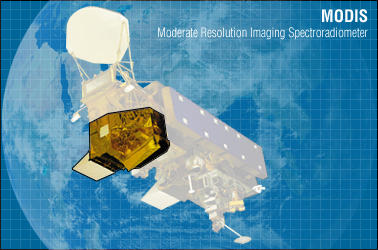
MODIS a bordo de Aqua.

- temperatura de superficie (suelo y océano),  detección de incendios
- color del océano (sedimentos, fitoplancton)
- cartografía de la vegetación global, detección de cambios
- características de la nubosidad
- concentraciones de aerosoles

## Funcionalidades
El instrumento de 274 kg capta datos en 36 franjas espectrales en longitudes de onda a partir de 0,4 µm y hasta 14,4 µm. Juntos, los instrumentos cartografían todo el planeta en plazos de uno a dos días. Fue diseñado para proveer medidas en gran escala de la dinámica global, incluyendo cambios en la cobertura de nubes, procesos que ocurren en los océanos, en la Tierra y en la atmósfera más baja.
Los sensores poseen un canal para detectar nubes de tipo cirrus, relacionadas con el calentamiento global. MODIS también permite  cartografiar áreas cubiertas por nieve y hielo traídos por tempestades de invierno y temperaturas frías.
Las bandas del MODIS son sensibles a los incendios, pudiéndose distinguir llamas de brasas y realizar estimaciones mejores de una cantidad de aerosoles y de gases producidos por el fuego dispersos en la atmósfera.

## Especificaciones
| Epecificaciones     | Epecificaciones |
| ------------------- | --- |
| Órbita              | 705 km, 10:30 a. m. nodo descendente (Terra) o 1:30 p. m. nodo ascendente (Aqua), sincronizado al sol, cuasi-polar, circular |
| Tasa de escaneo     | 20.3 rpm, cross track |
| Pasada              | 2330 km (track transversal) × 10 km (a lo largo del track en el nadir)                                                       |
| Dimensiones         | |
| Telescopio          | 17,78 cm diam. off-axis, afocal (colimado), con diafragma de campo intermedio                                                |
| Tamaño              | 1 x 1,6 x 1 m |
| Peso                | 228,7 kg |
| Potencia            | 162,5 W (promedio en simple órbita)                                                                                          |
| Tasa de data        | 10.6 Mbit/s (picop diario); 6.1 Mbit/s (promedio órbita)                                                                     |
| Cuantificación      | 12 bits |
| Resolución espacial | 250 m (bandas 1–2) 500 m (bandas 3–7) 1 km (bandas 8–36)                                                                     |
| Vida útil           | 6 años |

## Bandas del MODIS
| Banda | Longitud de onda (nm) | Resolución (m) | Uso primario                                  |
| ----- | --------------------- | -------------- | --------------------------------------------- |
| 1     | 620–670               | 250            | Tierra/Nubes/Aerosoles Límites                |
| 2     | 841–876               | 250            | Tierra/Nubes/Aerosoles Límites                |
| 3     | 459–479               | 500            | Tierra/Nubes/Aerosoles Propiedades            |
| 4     | 545–565               | 500            | Tierra/Nubes/Aerosoles Propiedades            |
| 5     | 1230–1250             | 500            | Tierra/Nubes/Aerosoles Propiedades            |
| 6     | 1628–1652             | 500            | Tierra/Nubes/Aerosoles Propiedades            |
| 7     | 2105–2155             | 500            | Tierra/Nubes/Aerosoles Propiedades            |
| 8     | 405–420               | 1000           | Color del océano/ Fitoplancton/ Biogeoquímica |
| 9     | 438–448               | 1000           | Color del océano/ Fitoplancton/ Biogeoquímica |
| 10    | 483–493               | 1000           | Color del océano/ Fitoplancton/ Biogeoquímica |
| 11    | 526–536               | 1000           | Color del océano/ Fitoplancton/ Biogeoquímica |
| 12    | 546–556               | 1000           | Color del océano/ Fitoplancton/ Biogeoquímica |
| 13    | 662–672               | 1000           | Color del océano/ Fitoplancton/ Biogeoquímica |
| 14    | 673–683               | 1000           | Color del océano/ Fitoplancton/ Biogeoquímica |
| 15    | 743–753               | 1000           | Color del océano/ Fitoplancton/ Biogeoquímica |
| 16    | 862–877               | 1000           | Color del océano/ Fitoplancton/ Biogeoquímica |
| 17    | 890–920               | 1000           | Atmosférico Vapor de agua                     |
| 18    | 931–941               | 1000           | Atmosférico Vapor de agua                     |
| 19    | 915–965               | 1000           | Atmosférico Vapor de agua                     |
| Banda | Longitud de onda (µm) | Resolución (m) | Uso primario                                  |
| 20    | 3.660–3.840           | 1000           | Superficie/Nubes Tº                           |
| 21    | 3.929–3.989           | 1000           | Superficie/Nubes Tº                           |
| 22    | 3.929–3.989           | 1000           | Superficie/Nubes Tº                           |
| 23    | 4.020–4.080           | 1000           | Superficie/Nubes Tº                           |
| 24    | 4.433–4.498           | 1000           | Atmosférico Tº                                |
| 25    | 4.482–4.549           | 1000           | Atmosférico Tº                                |
| 26    | 1.360–1.390           | 1000           | Nubes cirrus Vapor de agua                    |
| 27    | 6.535–6.895           | 1000           | Nubes cirrus Vapor de agua                    |
| 28    | 7.175–7.475           | 1000           | Nubes cirrus Vapor de agua                    |
| 29    | 8.400–8.700           | 1000           | Propiedades de nubes                          |
| 30    | 9.580–9.880           | 1000           | Ozono                                         |
| 31    | 10.780–11.280         | 1000           | Superficie/Nubes Tº                           |
| 32    | 11.770–12.270         | 1000           | Superficie/Nubes Tº                           |
| 33    | 13.185–13.485         | 1000           | Tope de nubes Altitud                         |
| 34    | 13.485–13.785         | 1000           | Tope de nubes Altitud                         |
| 35    | 13.785–14.085         | 1000           | Tope de nubes Altitud                         |
| 36    | 14.085–14.385         | 1000           | Tope de nubes Altitud                         |